# ポクロフスク
ポクロフスク (Pokrovsk、ロシア語: Покро́вск、サハ語: Покровскай)は、ロシアのサハ共和国にある都市である。中央ヤクート平野の南部の低地帯に位置しレナ川の左岸にあり、ヤクーツクからは78km南西にある。

## 概要
1682年、東シベリアに進出したコサックによりヤクート人の反乱が鎮圧された後、カラウルニー・ミース（Карау́льный Мыс）という砦が築かれた。やがて農民や教会が進出し、後にポクロフスコエ村（Покро́вское）となり、1941年にはポクロフスクに改称され、1998年には市となっている。

## 産業
ポクロフスクは農業、林業と建築業が主な産業である。ロシア北方の農業の中心で、穀物・野菜・畜産や毛皮動物の飼育が行われ、農業研究所も設置されている。

## 観光
1962年には博物館が開設され、1992年にはヤクート人初の歴史学・民族誌・民俗学の研究者でありヨシフ・スターリン体制下の大粛清で犠牲になったガヴリール・クセノフォントフの名が付けられた。
レナ川の対岸の村にはレナ・ニコルスキー教会がある。また周囲には考古学遺跡や岩に描かれた壁画などが散在する。レナ川を上流に50km遡った右岸には柱状節理（レナ石柱自然公園）が100kmにわたり連なっており、クルーズ船がヤクーツクからも運航している。
座標: 北緯61度29分 東経129度9分 / 北緯61.483度 東経129.150度